# Nathan Burns
Pour les articles homonymes, voir Burns.
Nathan Burns (né le 7 mai 1988 à Blayney, en Australie) est un footballeur international australien qui évolue au poste d'avant-centre ou milieu offensif.

## Biographie

### En club
Nathan Burns évolue en Australie, en Grèce, en Corée du Sud, et enfin au Japon.
Lors de la saison 2014-2015, il se met en évidence en marquant 13 buts dans le championnat d'Australie. Il est notamment l'auteur d'un triplé le 30 novembre 2014, lors de la réception du Melbourne City FC (large victoire 5-1).
Il dispute avec le club de l'AEK Athènes la phase de groupe de la Ligue Europa en 2010 puis en 2011, pour un total de huit matchs joués. Le 14 décembre 2011, il inscrit son seul et unique but dans cette compétition, sur la pelouse du club autrichien du Sturm Graz.
Il participe avec les clubs d'Adélaïde United et du FC Tokyo à la Ligue des champions d'Asie en 2008 puis en 2016, pour un total de onze matchs joués. Le 1er mars 2016, il inscrit son seul et unique but dans cette compétition, lors de la réception du club vietnamien du Becamex Bình Dương.

### En sélection nationale
Avec les moins de 17 ans, il participe à la Coupe du monde des moins de 17 ans en 2005. Lors du mondial junior organisé au Chili, il joue trois matchs. Il se met en évidence en marquant un but contre l'Uruguay. Avec un bilan d'une victoire et deux défaites, l'Australie est éliminée dès le premier tour.
Nathan Burns reçoit 24 sélections en équipe d'Australie entre 2007 et 2016, inscrivant trois buts.
Il fait ses débuts en équipe nationale 30 juin 2007, en amical contre Singapour, où il joue seulement une minute. Il doit ensuite attendre plus de trois ans avant de retrouver la sélection.
En 2011, il participe à la Coupe d'Asie des nations organisée au Qatar. Lors de cette compétition, il joue deux matchs, notamment le quart de finale remporté face à l'Irak. Nathan Burns s'incline en finale face au Japon, après prolongation.
En 2015, il participe pour la seconde fois à la Coupe d'Asie des nations. Lors de ce tournoi qui se déroule dans son pays natal, il prend part à trois matchs. Il dispute notamment le quart de finale remporté face à la Chine. Cette fois-ci, l'Australie remporte le tournoi, en battant la Corée du Sud en finale, après prolongation.
Le 3 septembre 2015, il inscrit son premier but avec l'Australie, contre le Bangladesh (large victoire 5-0). Par la suite, le 24 mars 2016, il est l'auteur d'un doublé face au Tadjikistan (large victoire 7-0). Ces deux rencontres rentrent dans le cadre des éliminatoires du mondial 2018.

## Statistiques détaillées

### En club
| Saison      | Club            | Pays      | Championnat        | Championnat | Championnat |
| Saison      | Club            | Pays      | Division           | Matchs      | Buts        |
| ----------- | --------------- | --------- | ------------------ | ----------- | ----------- |
| 2006 - 2007 | Adélaïde United | Australie | A-League           | 21          | 6           |
| 2007 - 2008 | Adélaïde United | Australie | A-League           | 14          | 3           |
| 2008 - 2009 | AEK Athènes     | Grèce     | Superleague Elláda | 5           | 0           |
| 2009 - 2010 | AO Kerkyra      | Grèce     | Beta Ethniki       | 31          | 8           |
| 2010 - 2011 | AEK Athènes     | Grèce     | Superleague Elláda | 14          | 1           |

### En sélection

#### Matchs internationaux
| Matchs internationaux de Nathan Burns | Matchs internationaux de Nathan Burns | Matchs internationaux de Nathan Burns | Matchs internationaux de Nathan Burns | Matchs internationaux de Nathan Burns |
|                                       | Date                                  | Adversaire                            | Minutes jouées                        | Compétition                           |
| ------------------------------------- | ------------------------------------- | ------------------------------------- | ------------------------------------- | ------------------------------------- |
| 1.                                    | 30 juin 2007                          | Singapour                             | 90e                                   | Match amical                          |
| 2.                                    | 22 mai 2008                           | Singapour                             | 46e                                   | Match amical                          |
| 3.                                    | 11 août 2010                          | Slovénie                              | 70e                                   | Match amical                          |
| 4.                                    | 7 septembre 2010                      | Pologne                               | 81e 84e                               | Match amical                          |
| 5.                                    | 5 janvier 2011                        | Émirats arabes unis                   | 90 min                                | Match amical                          |
| 6.                                    | 10 janvier 2011                       | Inde                                  | 77e                                   | Coupe d'Asie des nations 2011         |
| 7.                                    | 22 janvier 2011                       | Irak                                  | 102e                                  | Coupe d'Asie des nations 2011         |

## Palmarès

### En sélection
- Avec l'Équipe d'Australie :
  - Vainqueur de la Coupe d'Asie des nations de football 2015.
  - Finaliste de la Coupe d'Asie des nations de football 2011.

### Distinctions individuelles
- Médaille Johnny-Warren du meilleur joueur de la saison régulière 2015[10].